# Orkla Food Ingredients Denmark
Orkla Food Ingredients Denmark A/S er en dansk fødevareingrediens-virksomhed med hovedkvarter i Vallensbæk Strand. Den blev etableret i 1961 under navnet Danish Fancy Food Group. Virksomheden blev i 1990'erne opkøbt af norske Orkla, der driver virksomheden som et datterselskab til Orkla Food Ingredients AS. Orkla Food Ingredients Denmark har ca. 450 fuldtidsansatte.
Datterselskaber til virksomheden inkluderer: Odense Marcipan, Credin, CBP og Dragsbæk.